# Sarah C. Acheson
Sarah C. Acheson (Washington, Estados Unidos, 20 de febrero de 1844-Denison, Estados Unidos, 16 de enero de 1899) fue una activista por la templanza y sufragista estadounidense.

## Biografía
Nació en Washington, Pensilvania, en 1844. Su padre era descendiente de familias inglesas y neerlandesas llegadas a Virginia en el siglo XVIII, mientras que su madre descendía del coronel George Morgan, que había estado bajo las órdenes de George Washington y Thomas Jefferson.
Pasó su infancia en su localidad natal, donde, en 1863, contrajo matrimonio con el capitán Acheson. Este tuvo que regresar al frente y Sarah se trasladó a Texas. Allí, se hizo notar al participar en acciones benéficas. De hecho, trabajó durante tres años para la Woman's Christian Temperance Union, de la que llegó a ser presidenta. Dirigió también el primer club sufragista del estado, la Texas Equal Rights Association.
Falleció en Denison, Texas, a los 54 años de edad.

## Atribución
- Este artículo contiene texto traducido desde una publicación que se encuentra ahora en dominio público: Willard, Frances Elizabeth; Livermore, Mary Ashton Rice (1897). American Women: Fifteen Hundred Biographies with Over 1,400 Portraits : a Comprehensive Encyclopedia of the Lives and Achievements of American Women During the Nineteenth Century. Mast, Crowell & Kirkpatrick.

- Datos: Q38089313